# 前橋市立みずき中学校
前橋市立みずき中学校（まえばししりつ みずきちゅうがっこう）は、群馬県前橋市にある公立中学校。

## 概要
2011年に前橋市立第二中学校、前橋市立第四中学校が合併し、設立された。

## 沿革
- 2011年（平成23年） - 前橋市立第二中学校と前橋市立第四中学校が合併し、前橋市立第二中学校の場所に設立。
- 2015年（平成27年） - 前橋市立第四中学校の場所に新校舎を作り、移転する。

## 校区
- 本町三丁目[1]
- 三河町
- 朝日町
- 城東町
- 日吉町
- 若宮町
- 国領町
- 三俣町

## 特色ある教育活動
- 地域とのふれあいを深める交流活動・奉仕活動の推進
  - 花いっぱい活動やボランティア活動等の地域交流活動を通して、生徒の豊かな心を育てる。

- 開かれた学校づくりの推進
- *各種通信やWebページ、学校公開等で教育実践を積極的に公開することで、開かれた学校をつくる。

- 地域の教育資源の活用を図る教育活動の推進
  - 学校支援センターの機能化と協力体制を構築することにより、活気ある学校をつくる。